# Поле Бродмана 6
Поле 6 Бродмана є однією з визначених Корбініаном Бродманом цитоархітектонічних ділянок головного мозку.

## Людина
Поле 6 Бродмана (BA6) — частина лобової кори в мозку людини. Розташоване попереду первинної моторної кори (ВА4), складається з премоторної кори спереду й медіально розташованої додаткової моторної зони. Ця велика ділянка лобової кори, як вважається, відіграює роль у плануванні комплексних, скоординованих рухів.
Поле Бродмана 6 також називають агранулярною лобовою зоною 6 у людському мозку, тому що в ньому відсутній внутрішній зернистий шар кори (шар IV). Це підрозділ цитоархітектонічно  визначеної прецентральної ділянки кори головного мозку. У людському мозку, він розташований в тій частині прецентральной звивини, яка не зайнята гігантопірамідальним полем 4; крім того, BA6 поширюється на хвостову частину верхньої лобової і середньої лобової звивин. Поле Бродмана 6 простягається від поясної борозни на медіальній поверхні півкулі до латеральної борозни на бічній (латеральній) її поверхні. Вона обмежена рострально гранулярною лобовою ділянкою й каудально гігантопірамідальним полем 4 Бродмана, (1909).

## Людиноподібні
Поле 6 Бродмана — цитоархітектонічно визначена частина лобової частки у мавп. Бродман у 1909 р. розцінив його як топографічно і цитоархітектонічно гомологічне подібному агранулярному лобовому полю 6 у людському мозку й зазначив, що у мавп поле 4 перевищує поле 6, в той час як у людини навпаки -  поле 6 більше, ніж поле 4.
Відмінні особливості (Бродман-1905): в цьому полі товщина кори більша відносно інших ділянок кори головного мозку; перехід від кори до підкоркової білої речовини відбувається ступінчасто й нерізко; клітинні шари невиразні; і внутрішній зернистий шар (IV) відсутній.

## Ураження
При ураженні премоторної зони цього поля виникає синдром Аді—Крітчлі.

## Зображення

Анімаційне зображення.
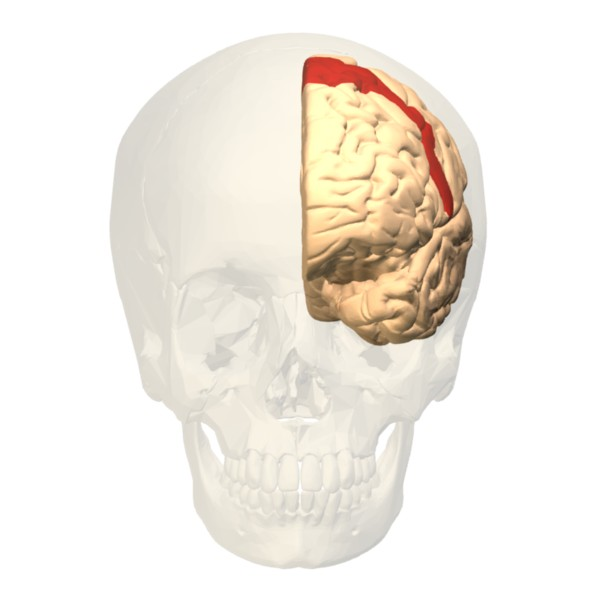
Вигляд спереду.
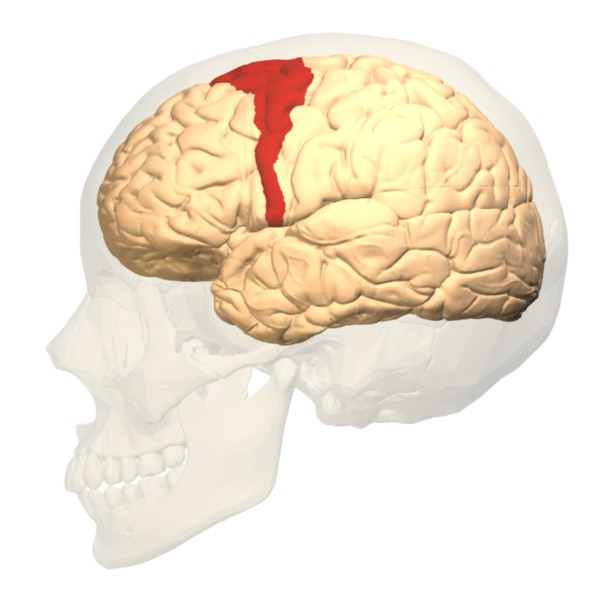
Латеральна поверхня.
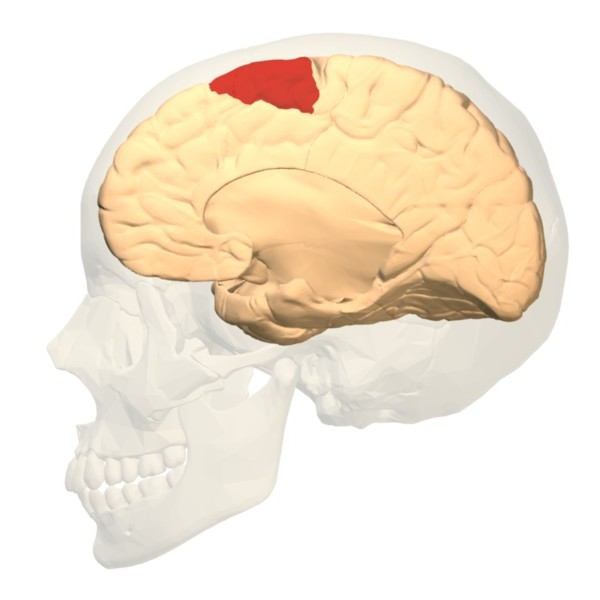
Медіальна поверхня.